# Erina hyacinthina
Erina hyacinthina är en fjärilsart som beskrevs av Semper 1879. Erina hyacinthina ingår i släktet Erina och familjen juvelvingar. Inga underarter finns listade i Catalogue of Life.